# آبرات
الآبرات أو القِنقِشة أو زنبور العفن أو حشرات الساينيبيد (الاسم العلمي Cynipidae) فصيلةُ حشرات صغيرة تتطفل على النبات حصرًا، وتنتمي إلى رتبة غشائيات الأجنحة، ورتيبة ذات الخصر وفصيلة عليا هي الآبرانيات.

## صفاتها الكاملة

### الحشرة الكاملة
في أغلب الأنواع لا يتجاوز طول الحشرة الكاملة 5 مم، جسمها منضغط جانبيًا، يبدو لأول وهلة أنه مؤلف من جزء واحد، ولكن إذا دقق النظر في المنطقة الواصلة بين حلقات الصدر والبطن يتبين وجود حلقة مُتخصّرة وصغيرة متصلة بحلقة ثانية كبيرة ممتدة تكاد تحجب الحلقات الخمس المتبقية من الحشرة، وتمتلك الأنثى آلة لسع (إبرة) مندغمة داخل جسمها وتبرزها عند تحضير المكان المناسب لوضع بيوضها، ولأن منها يسبب أَبْر الأزهار في بغض النبات لذلك جائت تسميتها الآبرات.

## اليرقة
هي دودية صغيرة عديمة الأرجل، يصل طولها إلى 6 مم، ذات لون أبيض عاجي، أجزاء فمها مختزلة، وبها مضخة عضلية قوية تبتلع السوائل المحيطة بها ضمن العفصة النباتية التي تتكون بفعل مفرزات غددها اللعابية المتضخمة، وتستطيع اليرقة البقاء خارج العفصة لمدة طويلة قد تصل أحيانًا إلى سنتين، كما أن بعض اليرقات يحرك كتلة العفصة إذا انفصلت عن النبات ويقذفها نحو الأعلى.

## حياتها
تمتاز هذه الحشرات عن غيرهاة من ربتة غشائيات الأجنحة ذات الخصر بأنها آكلة النبات، وتعيش أطوارها المختلفة، عدا الحشرة الكاملة، ضمن النسيج النباتية للعائل، وتتمم دورة حياتها فتعطي حشرات كاملة متباينة الأشكال، بحسب نوع النبات العائل، والجزء منه ( ورقه أو برعم أو غصن أو جذر)، وبحسب طريقة التكاثر (جنسي أو لا جنسي)، وتضع الأنثى بيوضها على جزء النبات العائل بآلة اللسع، فتدفع آلتها بضربات متتابعة حتى تصل إلى النسيج المطلوب، ثم تضع بيوضها مجتمعة أو فرادى بحسب الأنواع.
يختلف شكل الحشرات الناتجة من العفصات أحيانًا، حتى أن العلماء صنفوها في أسماء علمية مختلفة بسبب تكوينها عفصات مختلفة الشكل وفي أجزاء نباتية متباينة التركيب.
ويفرز أفرادها روائح تميز كل نوع منها، فالمغراسة (البيريزة) الطرفية تطلق رائحة تشبه رائحة البق مع رائحة الليمون، أما آبرة الصباغ فلها رائحة السكر المحروق.
تتغذى اليرقات بضخ نواتج انحلال الخلايا المغذية بواسطة بلعومها العضلي، ولا تعطي اليرقات أي فضلات في أثناء حياتها اليرقية بل تجمعها في القناة الهضمية الوسطى وتلتقي بها دفعة واحدة قبل التخدر (تحول إلى خادرة).

## الروابط الخارجية
- Andricus quercusclavigera and A. quercuscornigera on the جامعة فلوريدا / IFAS Featured Creatures Web site
- Wikispecies entry
- Family Cynipidae at BugGuide